# Biserici de lemn din Țara Românească

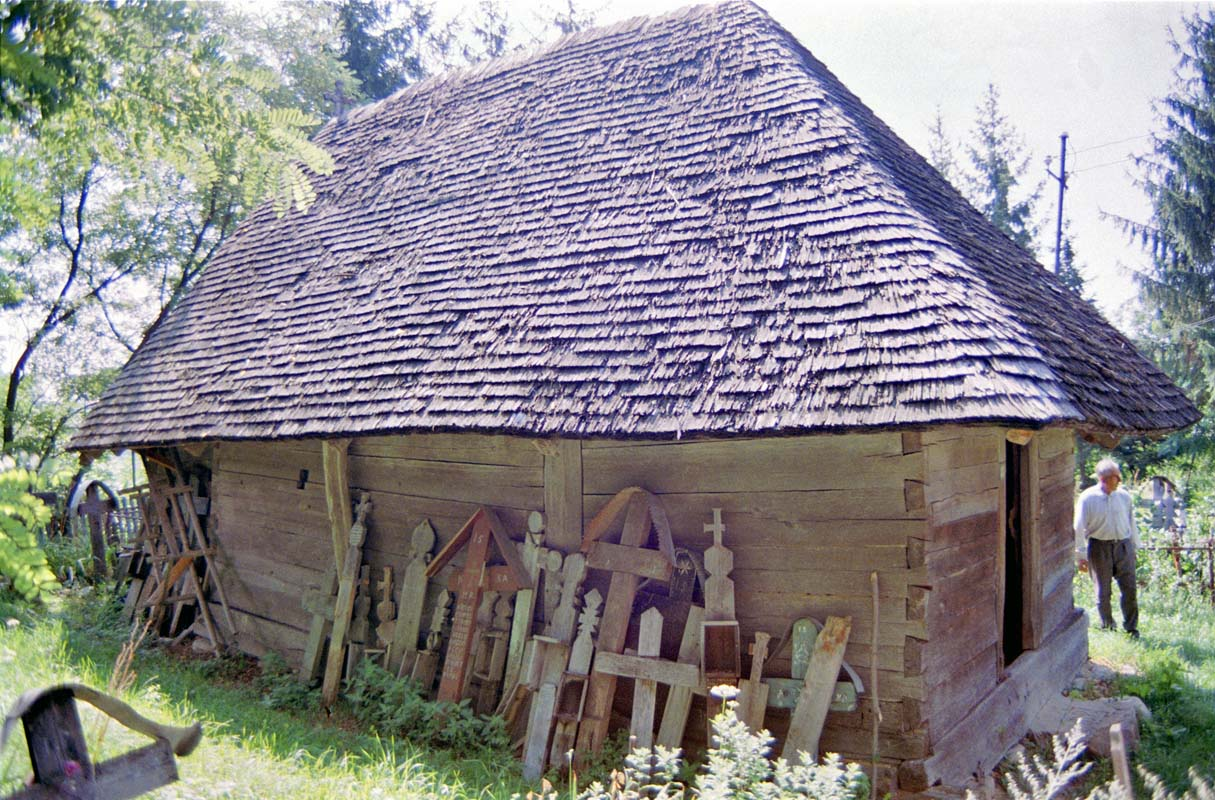
Mariţa, Vâlcea, datată 1556-57, cea mai veche biserică de lemn cunoscută la sud de Carpați. Foto: 2002

Bisericile de lemn din Țara Românească fac parte din familia de biserici de lemn românești. 

## Studiu pe regiuni
Lista regiunilor istorice în care este împărțit, de regulă, studiul bisericilor de lemn de la sud de Carpați.
| - Biserici de lemn din Oltenia - Biserici de lemn din Muntenia - Biserici de lemn din Dobrogea |